# Шерхебель

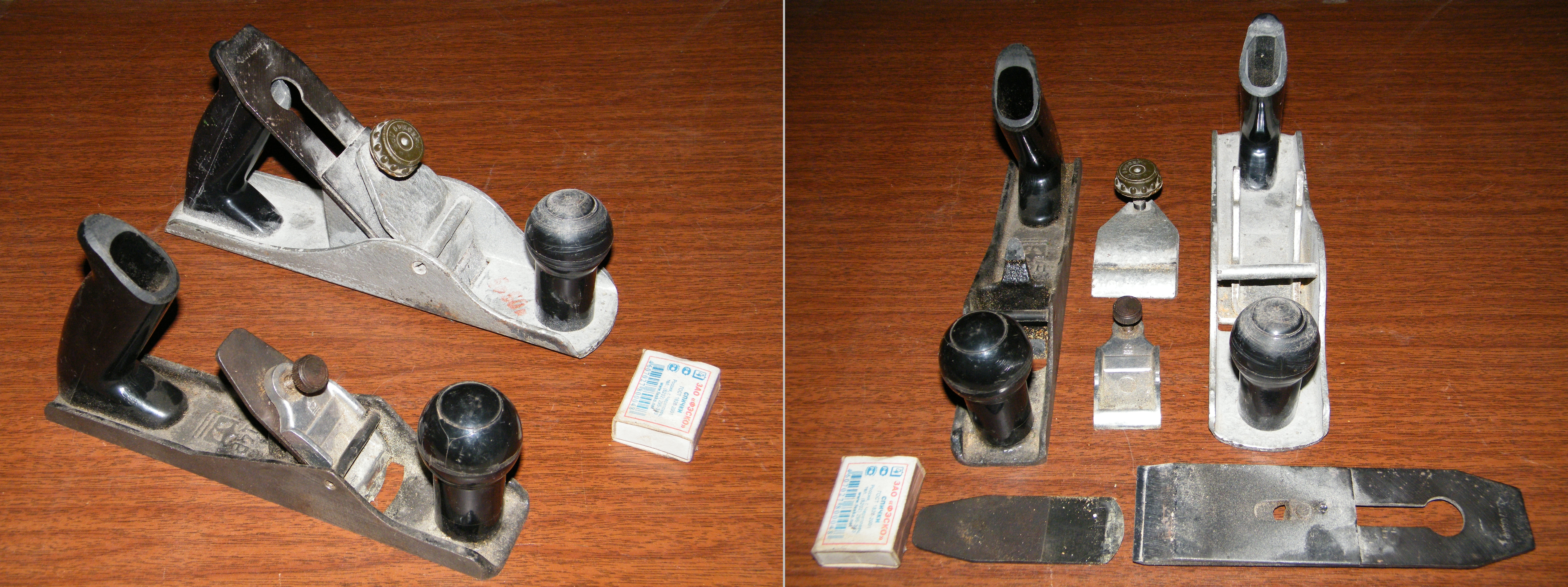
Шерхебель и рубанок.
У шерхебеля закруглённый нож имеет ширину 35 мм, у рубанка — прямой нож 50 мм.

Шерхе́бель, реже шершебель, разг. Шершебок (искаж. от scharfen — острить, заострять и hobel — рубанок, струг) — деревообрабатывающий инструмент, внешне похож на рубанок, но меньшей ширины, и большей длины (необязательно) с закруглённым лезвием. Угол между резцом и обрабатываемой поверхностью составляет примерно 45°. Предназначен для первичной, после пилы или топора, тёски (строгания) деревянных досок. В соответствии с формой резца и колодки, снимает толстую, но узкую (2-4 см) стружку. После шерхебеля тёска осуществляется рубанком, а затем фуганком.